# Orondo
Orondo az Amerikai Egyesült Államok északnyugati részén, Washington állam Douglas megyéjében elhelyezkedő önkormányzat nélküli település.
Orondo postahivatala 1906 óta működik. A települést 1886-ban nevezte el J. B. Smith; a névadó az egykori környékbeli bányák feltételezett felügyelője.
A településen van a Granny Smith almát termesztő Auvil Fruit Company gyümölcsöse, továbbá óvoda, illetve általános- és középiskola is működik itt. A 76 lánc benzinkútja előtt a Greyhound Lines távolsági buszai is megállnak.

## Éghajlat
A település éghajlata meleg nyári kontinentális (a Köppen-skála szerint Dfb).
| Hónap                         | Jan.  | Feb.  | Már.  | Ápr. | Máj. | Jún. | Júl. | Aug. | Szep. | Okt.  | Nov.  | Dec.  | Év    |
| ----------------------------- | ----- | ----- | ----- | ---- | ---- | ---- | ---- | ---- | ----- | ----- | ----- | ----- | ----- |
| Rekord max. hőmérséklet (°C)  | 16,7  | 17,2  | 22,2  | 31,1 | 36,7 | 42,8 | 41,1 | 41,1 | 36,1  | 31,1  | 22,2  | 15,0  | 42,8  |
| Átlagos max. hőmérséklet (°C) | 1,1   | 5,0   | 10,6  | 16,1 | 21,1 | 25,0 | 29,4 | 29,4 | 24,4  | 16,1  | 6,7   | 0,6   | 15,5  |
| Átlagos min. hőmérséklet (°C) | −3,9  | −2,8  | 0,6   | 4,4  | 8,9  | 12,8 | 16,1 | 15,6 | 10,6  | 5,0   | 0,0   | −4,4  | 5,3   |
| Rekord min. hőmérséklet (°C)  | −21,1 | −18,9 | −12,8 | −3,3 | 0,0  | 0,6  | 3,3  | 6,1  | −3,3  | −10,6 | −19,4 | −27,8 | −27,8 |
| Átl. csapadékmennyiség (mm)   | 40    | 34    | 23    | 16   | 25   | 22   | 9    | 8    | 9     | 20    | 45    | 40    | 291   |
| Forrás: The Weather Channel   |       |       |       |      |      |      |      |      |       |       |       |       |       |

## Az irodalomban
David Guterson 1999-ben megjelent East of the Mountains című regényében a buszon két spanyolul beszélő testvér a buszon Catherine Donnellytől megkérdezi, hogy mikor fognak Orondóba érkezni, ahol almaszedőként dolgoznak.

## Fordítás
Ez a szócikk részben vagy egészben  az   Orondo, Washington című angol Wikipédia-szócikk ezen változatának fordításán alapul.  Az eredeti cikk szerkesztőit annak laptörténete sorolja fel. Ez a jelzés csupán a megfogalmazás eredetét és a szerzői jogokat jelzi, nem szolgál a cikkben szereplő információk forrásmegjelöléseként.